# Посвећено Антону
Посвећено Антону је југословенски ТВ филм из 1970. године. Режирао га је Марио Фанели, а сценарио је написао Мирко Ковач.

## Улоге
| Глумац            | Улога |
| ----------------- | ----- |
| Иво Фици          |       |
| Јосип Мароти      |       |
| Фабијан Шоваговић |       |